# نصف بنس (عملة نيوزيلندية)
أصدر نصف البنس لأول مرة في نيوزيلندا في عام 1940 بعد سبع سنوات من تقديم أول عملة محلية من فئة الجنيه . وكان من المقرر إصدار العملة المعدنية بالتزامن مع الذكرى المئوية لمعاهدة وايتانجي والذكرى المئوية لنيوزيلندا إلى جانب البنس ونصف التاج المئوية. صمم العملة المعدنية من قبل الفنان النيوزيلندي ليونارد كورنوال ميتشل بعد فوزه في مسابقة تصميم برعاية الحكومة ثم قام بتصميمها مصمم دار سك العملة الملكية بيرسي ميتكالف. يتميز نصف البنس برأس الملك الحاكم على الوجه الأمامي مع قلادة هي تيكي مزخرفة وزخرفة كوهايواي مبسطة نقوش خشبية على الوجه الآخر. كانت العملة النحاسية هي الأصغر بين كل فئات الجنيه النيوزيلندي وكانت قيمتها 1/480 من الجنيه أو 1/120 من التاج وهي أكبر فئة من العملات المعدنية. أقف استخدامه إلى جانب جميع العملات النيوزيلندية الأخرى بعد التحول إلى النظام العشري في عام 1967.

## الخلفية
كان نصف البنس هو ثاني أصغر فئة من الجنيه الإسترليني البريطاني التي تتداولها في نيوزيلندا إلى جانب الفارذينج. في حين أكد الجنيه باعتباره عملة قانونية في عام 1858 فقد كان في الواقع العملة الوحيدة المتداولة منذ عام 1847 بعد إزالة العملات الأجنبية المختلفة من التداول في المستعمرة التي تأسست حديثًا.
ابتداءً من عام 1857 أدى النقص الكبير في الفئات الصغيرة من العملات المعدنية إلى إنتاج عملات البنس ونصف البنس من قبل التجار المحليين. وستشكل هذه الرموز ما يقرب من نصف العملات النحاسية المتداولة على مدى العقود التالية. توقف سك العملات المعدنية في عام 1881 بعد توافر العملات النحاسية البريطانية بشكل متزايد في المستعمرة. إلغي تداول هذه الرموز رسميًا في عام 1897.
أدى التدفق المفاجئ لكميات كبيرة من العملات الأسترالية إلى نيوزيلندا في أوائل ثلاثينيات القرن العشرين إلى جانب تهريب العملات المتفشي ردًا على انخفاض قيمة الجنيه النيوزيلندي مقابل الجنيه الإسترليني إلى إنشاء عملة وطنية مميزة. بدأت العملات الفضية في التداول في عام 1933 ولكن لم تكن هناك حاجة فورية لتصميم أو تقديم عملات البنسات ونصف البنسات المحلية حيث كانت العملات النحاسية البريطانية لا تزال متداولة كعملة قانونية. كان نصف البنس هو أصغر فئة من الجنيه الإسترليني وعلى عكس بريطانيا لم تنتج أي فئة من الفارثينج (¼ بنس).

## التصميم والمقدمة
أوصى تقرير حكومي صدر عام 1933 بتوظيف فنانين محليين في سك العملة المستقبلية للجنيه النيوزيلندي. نائب رئيس دار سك العملة الملكية روبرت جونسون كتب إلى عالم العملات آلان سوثرلاند بعد تقديم أول سلسلة من العملات المعدنية في عام 1934 وحث على قضاء قدر كبير من الوقت في تصميمات البنس ونصف البنس من أجل ضمان جودة التصميمات. مع أن جمعية علم العملات النيوزيلندية أوصت في منتصف عام 1934 بالإسراع في إدخال العملات النحاسية المحلية إلا أنها لم تناقش الأمر بشكل جدي لعدة سنوات بعد ذلك. بحلول عام 1936 كان الأعضاء مترددين في الضغط من أجل إدخال العملات المعدنية من فئة البنسات ونصف البنسات بسبب احتمالية إنشاء عملة عشرية والتي بموجبها إلغي سك العملة لصالح قطعة نقدية بقيمة سنت واحد. بعد اجتماع عقد في أكتوبر 1937 أصدرت اللجنة الفرعية للعملات المعدنية المعينة من قبل الحكومة توصية بإصدار تصميم قياسي للبنس ونصف البنس ليتزامن مع الذكرى المئوية لنيوزيلندا في عام 1940.
بحلول يونيو 1938 ومع إدخال العملات الفضية التي تحمل صورة همفري باجيت لجورج السادس أوصت الجمعية النقدية مرة أخرى بالإسراع في إدخال البنس ونصف البنس. في الشهر نفسه عيّن وزير المالية والتر ناش لجنة جديدة تتألف من وزراء مالية مختلفين وأعضاء من الجمعية النقدية لدراسة تصميمات العملة البرونزية الجديدة إلى جانب إصدار نصف تاج تذكاري بمناسبة الذكرى المئوية.

### مسابقة التصميم

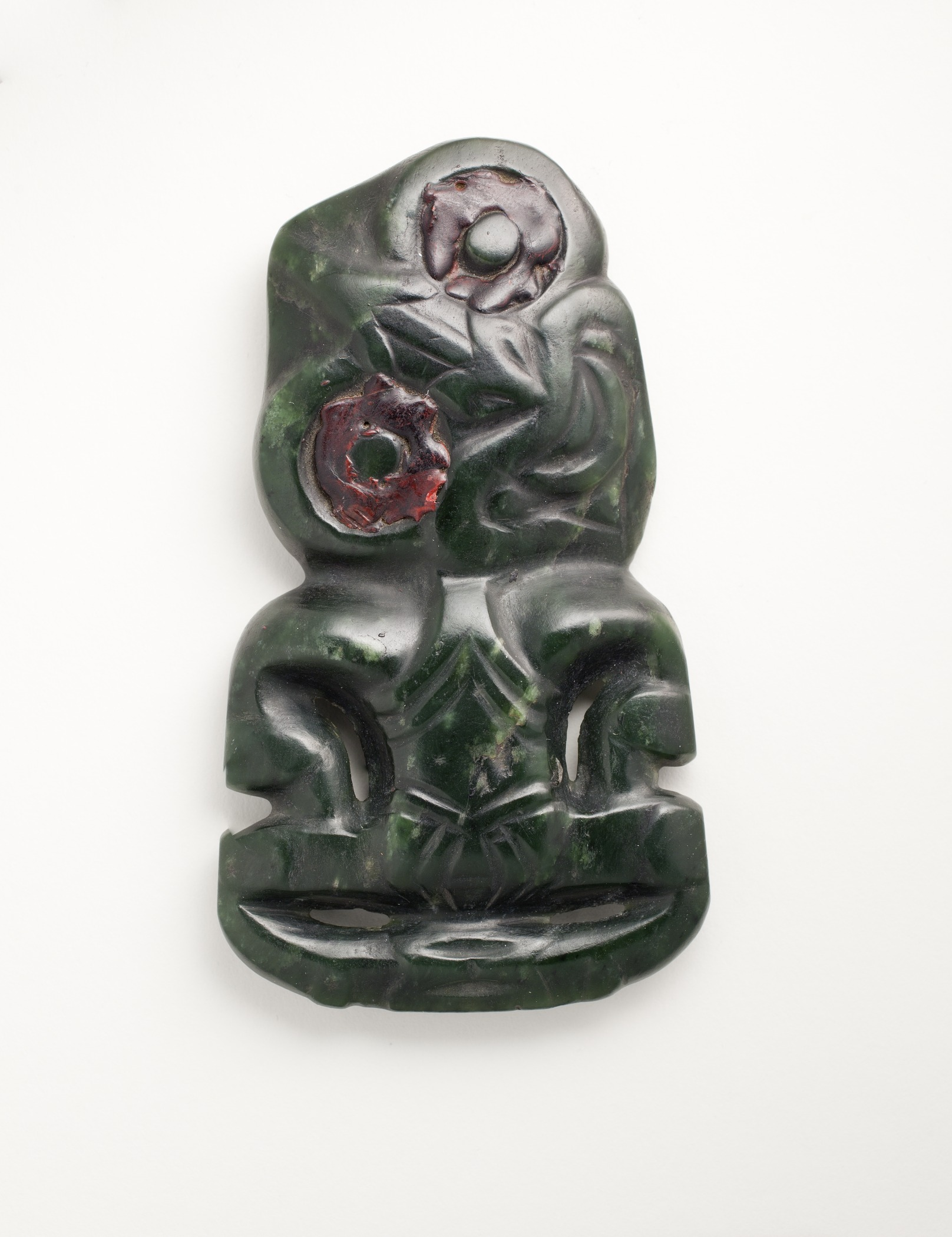
هيي تيكي من القرن الثامن عشر

ابتداءً من أواخر أغسطس 1938 أقيمت مسابقة لتصميمات الوجه الخلفي للعملة المعدنية من فئة البنس ونصف البنس ونصف التاج التذكاري. قدمت جائزة اسمية قدرها 25 جنيهًا إسترلينيًا للتصميم الفائز بنصف بنس. كان لدى الفنانين المحتملين حتى نهاية سبتمبر لتقديم التصاميم من خلال الرسومات المقياسية. قدم حوالي عشرين فنانًا من نيوزيلندا تصميماتهم للمسابقة مع أن مصممي دار سك العملة الملكية البريطانية بيرسي ميتكالف وجورج كروجر جراي حصلوا على إذن بالمشاركة بسبب عملهم على العملات النيوزيلندية السابقة.  قدم مخطط تفصيلي صغير لتصميم نصف البنس بخلاف تضمين أيقونات نيوزيلندا المميزة والنص "نيوزيلندا : نصف بنس 1940". قدّم الفنان ومصمم الطوابع جيمس بيري تصميمًا بسيطًا نسبيًا لنصف بنس يتميز بوجود سرخس فضي أفقي. قدم كروجر جراي تصميمين لنصف بنس. يتميز الأول بنافورة ماء حارة محاطة بقلادتين صغيرتين من الحجر الأخضر الماوري من نوع هي تيكي ويتضمن تصميمه البديل رأس عصا تاياها التقليدية. كما قدم ميتكالف تصميمين لنصف بنس كلاهما عبارة عن اختلافات في الصليب الجنوبي مع وجود تصميم يضم الصوف الذهبي لشعار النبالة النيوزيلندي المعلق من النجمة العلوية.

### نصف بنس هي-تيكي
قدم ليونارد كورنوال ميتشل تصميمًا لعملة نصف بنس يتميز بعلامة "هاي تيكي" مقتبسة من عملة معدنية من فئة ثلاثة بنسات مرفوضة من تصميم جورج كروجر جراي . في عام 1933 نجح ساذرلاند في ثني دار سك العملة الملكية عن الموافقة على تصميم هي-تيكي ذو الثلاثة بنسات بسبب المفاهيم الخاطئة حول هذا الشكل باعتباره تعويذة للخصوبة حيث ادعت بعض المصادر التاريخية أن الرمز يمثل "قضيبًا مجسمًا". ومع ذلك فإن آراء سوثرلاند تجاه التصميم تحسنت مع مرور الوقت وأوصى بترميم الشكل على إصدار لاحق من العملة المعدنية من فئة ثلاثة بنسات.قاموا بالتخلي عن هذا الاقتراح بعد اعتماد شكل الهاي تيكي في تصميم نصف البنس الخاص بميتشل. بفضل إلمامه الكبير بأيقونات الماوري تمكن ميتشل من إنتاج شخصية أكثر دقة محاطة كوهايواي مبسطة المنحوتات الخشبية. قام ميتكالف بتعديل الرسومات إلى نموذج جبس عرض على اللجنة الاستشارية لدار سك العملة الملكية والتي لم تكن قد اطلعت من قبل على رسومات ميتشل. ومع أن اللجنة الاستشارية أوصت بإزالة أو تقليص نقش الخشب فإن الطلب العاجل الذي قدمته حكومة نيوزيلندا لدخول العملة المعدنية إلى التداول حال دون إعادة تصميمها. قاموا بالموافقة على العملة المعدنية في أوائل يوليو 1939 ودخلت الإنتاج. تبرع بأنماط الضربات من البنس ونصف البنس ونصف التاج المئوي إلى الجمعية النقدية من قبل جيمس إليوت. تحدث يوهانس كارل أندرسن رئيس الجمعية النقدية بشكل إيجابي عن تصميم العملة. لا يزال ساذرلاند حذرًا بشأن ارتباطات الخصوبة المزعومة مع الهاي تيكي وكتب أن "نصف البنس ليس عملة معدنية شائعة في نيوزيلندا".

## ضرب النقود
يبلغ قطرها 25.5 ملم ووزنها 87.5 حبة (5.67 غرام) من حيث الوزن كانت العملات المعدنية في البداية مصنوعة من سبيكة مكونة من 95.5% نحاس و1.5% زنك و3% قصدير. غيرت تركيبة السبائك الخاصة بالعملة في عام 1960 لتشمل كمية أقل بكثير من القصدير. في سبتمبر 2023 بيعت عملة نصف بنس نيوزيلندية بها خطأ في النص باللغة اللاتينية بدلاً من الإنجليزية في مزاد مقابل 19000 دولار.
| تاريخ      | 1940      | 1941    | 1942      | 1943 | 1944      | 1945      | 1946      | 1947      | 1948 | 1949      | 1950      | 1951      | 1952      |
| ---------- | --------- | ------- | --------- | ---- | --------- | --------- | --------- | --------- | ---- | --------- | --------- | --------- | --------- |
| ضرب النقود | 3,432,000 | 960,000 | 1,920,000 | 0    | 2,035,000 | 1,516,000 | 3,120,000 | 2,726,000 | 0    | 1,766,400 | 1,425,600 | 2,342,400 | 2,400,000 |

| تاريخ      | 1953    | 1954    | 1955    | 1956      | 1957      | 1958      | 1959      | 1960      | 1961      | 1962      | 1963      | 1964      | 1965      |
| ---------- | ------- | ------- | ------- | --------- | --------- | --------- | --------- | --------- | --------- | --------- | --------- | --------- | --------- |
| ضرب النقود | 720,000 | 240,000 | 240,000 | 1,200,000 | 1,440,000 | 1,920,000 | 1,920,000 | 2,400,000 | 2,880,000 | 2,880,000 | 1,680,000 | 2,885,000 | 5,200,000 |

### الاستشهادات
1. ↑  Matthews، Ken (مارس 2003). "The Legal History of Money in New Zealand" (PDF). Reserve Bank of New Zealand Bulletin. ج. 66 ع. 1: 41–42. مؤرشف (PDF) من الأصل في 2023-11-01. اطلع عليه بتاريخ 2023-11-24.
2. ↑  Hargreaves 1972، صفحة 32.
3. ↑  Familton، Robert John؛ McLintock، A. H. (1966). "Coinage". An Encyclopaedia of New Zealand. Wellington: R.E. Owen. OCLC:1014037525.
4. ↑  Hargreaves 1972، صفحات 143–144.
5. ↑  Hargreaves 1972، صفحات 154–155.
6. 1 2  Stocker 2011، صفحات 204–205.
7. ↑  Familton، Robert John؛ McLintock، A. H. (1966). "Coinage". An Encyclopaedia of New Zealand. Wellington: R.E. Owen. OCLC:1014037525.Familton, Robert John; McLintock, A. H. (1966). "Coinage". An Encyclopaedia of New Zealand. Wellington: R.E. Owen. OCLC 1014037525.
8. ↑  Stocker 2011، صفحة 205.
9. ↑  Stocker 2011، صفحات 205–206.
10. 1 2  Stocker 2011، صفحة 207.
11. ↑  "Humphrey Paget". The Royal Mint Museum. مؤرشف من الأصل في 2025-03-18. اطلع عليه بتاريخ 2024-01-29.
12. ↑  Stocker 2011، صفحات 207–208.
13. ↑  Stocker 2011، صفحة 210.
14. ↑  Stocker 2011، صفحات 210–211.
15. ↑  Stocker 2011، صفحات 211-212.
16. 1 2 3  Stocker 2011، صفحة 212.
17. ↑  Stocker 2011، صفحات 211-213.
18. ↑  "Copper Coinage". The Dominion. 3 يوليو 1939. ص. 6. مؤرشف من الأصل في 2025-01-26. اطلع عليه بتاريخ 2024-01-29.
19. ↑  "New Coins". The Dominion. 9 يناير 1940. ص. 5. مؤرشف من الأصل في 2025-01-26. اطلع عليه بتاريخ 2024-01-29.
20. ↑  Hargreaves 1972، صفحات 159–160.
21. ↑  Williams، Paul (25 سبتمبر 2023). "Rare coin mistake makes big money". Horowhenua Chronicle. مؤرشف من الأصل في 2025-03-08. اطلع عليه بتاريخ 2023-10-29.
22. ↑  Čuhaj، George S. (2015). Standard Catalog of World Coins: 1900–2000 (ط. 41st). Iola, Wisconsin: Krause Publications. ص. 1634–1635. ISBN:9781440240393.Čuhaj, George S. (2015). Standard Catalog of World Coins: 1900–2000 (41st ed.). Iola, Wisconsin: Krause Publications. pp. 1634–1635. ISBN 9781440240393.
23. ↑  Čuhaj، George S. (2015). Standard Catalog of World Coins: 1900–2000 (ط. 41st). Iola, Wisconsin: Krause Publications. ص. 1634–1635. ISBN:9781440240393.

### الفهرس
- Hargreaves، R. P. (1972). "New Zealand Coinage". From Beads to Banknotes: The Story of Money in New Zealand. Dunedin: John McIndoe. ص. 141–160. مؤرشف من الأصل في 2024-02-28.
- Stocker، Mark (2011). "Completing the Change: The New Zealand Coin Reverses of 1940" (PDF). British Numismatic Journal. ج. 81: 201–222. مؤرشف من الأصل (PDF) في 2024-03-29.